# 케일 (기업)
카일(독일어: KEIL)은 1986년 설립된 전자/소프트웨어 회사이다. 여러 전자 회사, 반도체 회사들에 공급하는 개발 툴을 위한 마켓 애드-온 제품들을 설계/제작한다. 카일은 8051 마이크로콘트롤러를 위한 최초의 C 컴파일러를 구현한 바 있다.
카일은 8051, 251, ARM, XC16x / C16x / ST10 패밀리를 위한 ANSI C 컴파일러라든지, 어셈블러, 디버거, 시뮬레이터, 링커, IDE, 라이브러리 관리자, 실시간 운영 체제, 이밸류에이션 보드 등을 공급한다.
2005년 10월, 카일 일렉트로닉(Keil Elektronik GmbH)사 및 텍사스주 플라노에 있던 카일 소프트웨어(Keil Software, Inc.)사는 ARM에 인수 합병되었다.

## 같이 보기
- ARM 유한회사
- ARM 아키텍처
- 임베디드 시스템